# Чарторыйская, Мария Анна
Княжна Мария Анна Чарторыйская (пол. Maria Anna Czartoryska), в браке Мария Вюртембергская-Монбельярская (нем. Maria von Württemberg-Mömpelgard; 15 марта 1768, Варшава, Речь Посполитая — 21 октября 1854, Париж, Франция) — польская писательница и филантроп, дочь князя Адама Казимира Чарторыйского, супруга принца Людвига Вюртембергского (развелась в 1793 году).

## Биография
Мария Анна Чарторыйская родилась 15 марта 1768 года в Варшаве, в Речи Посполитой в семье Адама-Казимира Чарторыйского и Изабеллы Флеминг. Её настоящим отцом, предположительно, был король Станислав Август Понятовский. Детство она провела в Синем дворце в Варшаве. В 1782 году переехала с родителями в Пулавы.
28 сентября 1784 года в Седльце Мария Чарторыйская вышла замуж за принца Людвига Вюртембергского, родственника королей Пруссии и императоров России, гетмана армии Великого княжества Литовского. Во время войны 1792 года он отказался сражаться против России и покинул армию. Узнав об этом, Мария Вюртембергская в 1793 году развелась с мужем.
После развода длительное время она жила в Варшаве. С 1798 по 1804 год зиму принцесса проводила в Вене, а лето в Пулавах. В 1808—1816 годах в своём доме в Варшаве ею был открыт литературный салон — «Синие субботы», одним из частых посетителей которого был Юлиан Урсин Немцевич. Она принимала участие в заседаниях «Общества X».
В 1816 году Мария Чарторыйская опубликовала роман «Мальвина, или томление сердца», ставший первым психологическим романом на польском языке. Купила деревню Пилицы, где построила дворец и католическую церковь. Восстановила парк в Пилицах, один из самых красивых в Европе. В смотрители поместья она наняла Францишка Лесселя.
Мария Чарторыйская была активным филантропом. Публиковала календари для крестьян. После Ноябрьского восстания переехала в Сеняву в австрийской Галиции. В 1837 году поселилась в Париже, где жила вместе с братом, Адамом Ежи Чарторыйским и умерла 21 октября 1854 года. Спустя несколько лет после смерти прах Марии Чарторыйской был перезахоронен в родовой усыпальнице князей Чарторыйских в церкви в Сеняве.

## Семья
В семье Марии Чарторыйской и Людвига Вюртембергского родился единственный сын, герцог Адам Вюртембергский (1792—1847). После развода родителей он остался с отцом и был воспитан им в атмосфере предубеждения против матери и Польши. Поступил на службу в российскую армию. Участвовал в подавлении Ноябрьского восстания и лично изгнал родных мать и бабушку по линии матери, активных участниц восстания, из родового гнезда князей Чарторыйских в Пулавах.

## Публикации на русском языке
- Мальвина, или Предчувствие сердца — М., 1834.
  - Часть первая
  - Часть вторая
  - Часть третья